# I'm Sorry (serie televisiva)
I'm Sorry (stilizzato i'm sorry.) è una sitcom statunitense, creata da Andrea Savage e andata in onda il 12 luglio 2017 su truTV. Il 17 agosto l'emittente ha rinnovato la serie per una seconda stagione.

## Trama
La serie segue le vicende di Andrea Warren, scrittrice comica, moglie di Mike e madre di Amelia, alle prese con le difficoltà di ogni giorno e con le nevrosi tipiche della società contemporanea, nonché con situazioni sorprendenti, come quando si scopre che la mamma di una compagna di scuola della figlia di Andrea era stata una pornostar.

## Episodi
| Stagione         | Episodi | Prima TV USA | Pubblicazione Italia |
| ---------------- | ------- | ------------ | -------------------- |
| Prima stagione   | 10      | 2017         | 2018                 |
| Seconda stagione | 10      | 2019         | inedita              |

## Personaggi e interpreti

### Personaggi principali
- Andrea Warren, interpretata da Andrea Savage, doppiata da Laura Lenghi.
- Mike Harris, interpretato da Tom Everett Scott, doppiato da Francesco Bulckaen.
- Amelia Harris-Warren, interpretata da Olive Petrucci, doppiata da Anita Ferraro.

### Personaggi secondari
- Sharon, interpretata da Kathy Baker, doppiata da Angiola Baggi.
- Brian, interpretato da Gary Anthony Williams, doppiato da Simone Mori.
- Kyle, interpretato da Jason Mantzoukas, doppiato da Roberto Gammino.
- Martin, interpretato da Martin Mull, doppiato da Gino La Monica.
- Vicino, interpretato da Steve Zissis, doppiato da Ivan Andreani.
- Maureen, interpretata da Judy Greer, doppiata da Rossella Acerbo.
- Jennifer, interpretata da Allison Tolman, doppiata da Paola Majano.
- David, interpretato da Nelson Franklin, doppiato da Gianluca Crisafi.
- Gavin, interpretato da Jamie Kaler, doppiato da Massimo Triggiani.
- Shelly, interpretata da Lyndon Smith, doppiata da Erica Necci.
- Jocelyn, interpretata da Morgan Walsh, doppiata da Francesca Manicone.
- Ben, interpretato da John Ross Bowie, doppiato da Massimo De Ambrosis.
- Operatore, interpretata da Carlease Burke, doppiata da Marta Altinier.
- Jessica, interpretata da Lizzy Caplan, doppiata da Perla Liberatori.
- Judy, interpretata da Judith Light, doppiata da Isabella Pasanisi.
- Caroline, interpretata da Jamie Denbo, doppiata da Daniela Abbruzzese.
- Lon, interpretato da Nick Kroll, doppiato da Davide Lepore.
- Optometrista, interpretato da Phil Reeves, doppiato da Pieraldo Ferrante.
- Alicia, interpretata da Blanca Araceli, doppiata da Anna Rita Pasanisi.
- Jim, interpretato da Peter Breitmayer, doppiato da Gerolamo Alchieri.
- Brandon, interpretato da Eugene Cordero, doppiato da Federico Di Pofi.
- Todd, interpretato da Paul Scheer, doppiato da Francesco Meoni.
- Diane, interpretata da June Squibb, doppiata da Lorenza Biella.
- Melissa, interpretata da Gillian Vigman, doppiata da Michela Alborghetti.
- Infermiera, interpretata da Jessica Chaffin, doppiata da Carolina Zaccarini.
- Laura, interpretata da Mary Grill, doppiata da Valeria Vidali.
- Leah, interpretata da Rebecca Henderson, doppiata da Benedetta Degli Innocenti.
- Maz, interpretato da Amir Talai, doppiato da Marco Barbato.
- Corinne, interpretata da Kulap Vilaysack, doppiata da Emanuela D'Amico.
- Paul, interpretato da LaMonica Garrett, doppiato da Cristian Mulè.
- Dott. Greenblatt, interpretato da Barry Livingston, doppiato da Raffaele Palmieri.
- Alex, interpretato da Hiram A. Murray, doppiato da Enrico Chirico.

## Accoglienza
La prima stagione di I'm Sorry ha ricevuto generalmente recensioni positive. Il sito di recensioni Rotten Tomatoes ha riportato un punteggio di approvazione del 70%, con una valutazione media basata su 10 recensioni. Metacritic ha assegnato un punteggio di 64 su 100 sulla base di 7 recensioni, indicando "recensioni generalmente favorevoli".